# NGC 744
NGC 744 is een open sterrenhoop in het sterrenbeeld Perseus. Het hemelobject werd op 28 november 1831 ontdekt door de Britse astronoom John Herschel.

## Synoniem
- OCL 345